# Pneumatisk broms
Pneumatisk broms (pneumatic brake)
Fungerar som en Hydraulisk broms.
Så här fungerar en pneumatisk broms av typ trumbroms: Bromsmembranet inuti bromscylindern pressar en hävarm som i sin tur pressar bromsbackarna mot en trumma i trumbromsen och bromsar hjulet.
Skillnaden mellan hydraulisk och pneumatisk broms är att i pneumatiska bromsar har man en gas (oftast tryckluft) istället för vätska som i en hydraulisk broms pressar fram metallblocket mot bromsskivan.
Man använder oftast en kompressor till gasen i en pneumatisk broms.
Pneumatiska bromsar används mest inom större och tyngre fordon till exempel lastbilar.